# Aedes oakleyi
Aedes oakleyi är en tvåvingeart som beskrevs av Stone 1939. Aedes oakleyi ingår i släktet Aedes och familjen stickmyggor. Inga underarter finns listade i Catalogue of Life.